# Георгіївський монастир (Київ)
Георгіївський монастир — давньоруський православний монастир у Києві, який існував у XI—XIII століттях у межах так званого «міста Ярослава», між Софійським собором і Золотими воротами.

## Історія
Монастир святого Георгія був заснований князем Ярославом Мудрим у 1037 році, одночасно із жіночим монастирем святої Ірини. Обидва монастирі були присвячені святим покровителям князя Ярослава (у хрещенні — Георгія) та його дружини Інгігерди (Ірини), і стали першими монастирськими комплексами давньоруського Києва та одними з перших будівель проєктованого «міста Ярослава».
Головним храмом монастиря стала церква святого Георгія, зведена неподалік від західної брами Софійського собору. Будівництво спершу йшло дуже повільно, адже, як свідчать давньоруські літописи, не вистачало робочих рук, а наймані працівники з місцевих мешканців побоювалися, що за роботу їм не заплатять, адже храм зводився коштом самого князя Ярослава. Коли останній дізнався про причину затримки будівельних робіт, то наказав щоденно платити будівельникам по ногаті — тогочасній срібній монеті, що було дуже щедрою платнею в ті часи. За таких умов будівельні роботи значно пришвидшилися і церкву незабаром було зведено. В літописах відсутня точна дата завершення будівництва, але відомо, що церемонію освячення храму провів митрополит Іларіон 26 листопада. Іларіон обіймав посаду митрополита київського у 1051—1053(1054) роках, тому можна казати, що будівництво монастиря завершили у цей проміжок часу.
Точний вигляд церкви святого Георгія також невідомий. За даними археологічних розкопок це був тринавний, триапсидний, чотиристовпний хрестовокупольний храм, центральний об'єм якого був майже квадратної форми, з трьох сторін оточений галереями, очевидно, одноповерховими, про що свідчить різна товщина фундаментів, яка становить від 115 см (фундаменти галереї) до 164 см (фундаменти центрального об'єму). Завершувався храм, найімовірніше, п'ятьма банями. Стіни церкви були виконані у техніці «опус мікстум». Під час археологічних розкопок були знайдені численні фрагменти фрескового живопису, шматочки смальти від мозаїк, цеглини розміром 36×32×3–3,5 см, характерного для середини XI століття, шматки олив'яної покрівлі тощо. Георгіївська церква слугувала «посвячення та столовання», тобто інавгурації нових єпископів.
За свідченням «Повісті минулих літ», ченцем Георгіївського монастиря був молодший брат Ярослава, князь псковський Судислав Володимирович, похований тут у 1063 році.
У XII—XIII століттях Георгіївський монастир неодноразово грабували та руйнували: у 1151 році — торки та берендеї, у 1169 році — князь Андрій Суздальський, у 1204 році — князь галицький Роман із половцями. Зрештою, під час монгольської навали на Київ у 1240 році монастир, як і інші храми Києва, був зруйнований і вже не відбудовувався.

## Подальша доля монастиря
Після руйнування у 1240 році Георгіївський монастир понад 400 років стояв у руїнах. У 1674 році на стародавніх фундаментах збудували дерев'яну Георгіївську церкву, у 1744 році — муровану. У 1934 році церкву знесли, на її місці постав житловий будинок і сквер, у якому схематично позначили фундаменти давньоруського храму.
Археологічні розкопки проводилися у 1937, 1939 та частково 1979 роках.

## Георгіївська церква і день святого Юрія
Ярослав Мудрий наказав день освячення Георгіївської церкви — 26 листопада — щорічно святкувати, вшановуючи святого Георгія. З тих пір у народній традиції цей день відомий як день святого Юрія-Георгія або Юрій Осінній, Юр'їв день. У середньовіччі саме в цей день селяни мали право змінити володаря. Скасування цього права в Московському царстві у 1649 році породила приказку «Ось тобі, бабусю, і Юр'їв день».